# Noční můra v Elm Street 2: Freddyho pomsta
Noční můra v Elm Street 2: Freddyho pomsta je pokračování kultovního hororového filmu z roku 1984, uvedeným do kin pod názvem Noční můra v Elm Street. Režie se chopil Jack Sholder.

## Děj
Jesse Walsh s rodiči se nastěhuje do domu, ve kterém dříve bydlela Nancy Thompsonová. Protože Jesse objeví Nancyn deník, začnou se mu zdát noční můry . Freddy Krueger po pěti letech čekání začíná znovu vraždit ve snech.
Nejdříve ze začátku filmu, se Jessemu Walshovi zdá o autobuse jedoucí do školy. Jakmile vystoupí další cestující, tak tam Jesse zůstane sám, ještě s dvěma povídajícími dívkami. Jak autobus začne nabírat rychlost, tak se začnou mladí lidé obávat. Po chvíli na zastávce autobus nezastaví a jede do trávy a blíž k poušti. Zanedlouho je zde záběr rukavice Freddyho Kruegera na páce v autobuse. Autobus zastaví a Freddy se blíží k lidem a rozřeže je (mimo záběr). Pak je v záběru jak Paní Walshová krájí rajče a uslyší křik. Jesse seběhne ze schodů dolů, kde na něj čeká rodina. Odmítne snídani a jde s Lisou do školy. Hned na tělesné výchově se všichni ptají Jesse a Lisy, jestli spolu měli sex, ovšem brání se tím, že jsou jen kamarádi. Hrají Baseball a Jesse se s Roddem začne prát a za trest musí dělat kliky. Večer se Jessemu zdá sen o Freddy Kruegerovi, jak ho láká do kotelny, a když zavře dveře, tak nejdou zavřít. U schodů ho zastaví Freddy a řekne mu "Potřebuju tě Jessi, je tu speciální práce, pro mě a tebe. Ty vlastníš tělo a já zase mozek". A jak to dořekne tak si sundá klobouk a strhne si kůži na hlavě a je vidět mozek, který se začne hýbat. Jessy začne křičet, a probudí se. Další den je zase na tělocviku, a po tom co začnou pomlouvat Schneidera (jejich učitele tělocviku) tak on tam vkročí a uslyší je. Takže začnou zase dělat kliky. Potom když je doma, zavolá Lise, jestli by nešla ven, a když se chystá ven, zarazí ho jeho táta, a řekne mu že ho nepustí ven, protože si má uklidit pokoj. On tam přijde a pustí si muziku (v rádiu začne hrát Touch Me (All Night Long), a začne u toho i tancovat, a v tu chvíli přijde jeho máma s Lisou a on se ztrapní. Najdou deník Nancy Thompsonové, a začnou se obávat. Další noc má Jessy sny, ale tentokrát vyrazí do Gay-Baru a tam potká Schneidera, který ho zavede do tělocvičny běhat za trest, že si objednal pivo. Jakmile Schneider stráví asi 30 min. ve svém kabinetu začnou létat pálky, činky, míče apod. Až nakonec začnou švihadla uvazovat jeho ruce, a odtáhnou ho do sprch kde je Jesse, tam mu sundají šaty, a ručníky ho začínají švihat po zadku. Potom Jessy zmizí v páře a objeví se tam Freddy Krueger a pořeže mu záda. Dále je policií odveden domů. Další den ve škole, je hrůza a Jessymu se začnou dít divné věci. Freddy Krueger mu začne dělat tzv. pakárnu. Nejdříve mu zabije kamaráda Rodda, tak že ho rozřeže, a pak napadne Lisu. Ta mu však pomůže, protože Freddy jí udělal masakr, na její bazénové párty. Takže jede k továrně kde Freddy pracoval, a tam se Freddymu postaví. Když se zdá že je po všem, tak Freddy v autobuse prostrčí ruku do Kellyna břicha a tak jí zabije. Pak je akorát vidět jak do pouště jede autobus a je tam slyšet Freddyho smích.

## Hrají
- Robert Englund (Freddy Krueger)
- Mark Patton (Jesse Walsh)
- Kim Myers (Lisa Webberová)
- Robert Rusler (Ron Grady)
- Clu Gulager (Ken Walsh)
- Hope Lange (Cheryl Walshová)
- Marshall Bell (Coach Schneider)
- Melinda O. Fee (Webberová)
- Tom McFadden (Webber)
- Sydney Walsh (Kerry)
- Christie Clark (Angela Walshová)
- Lyman Ward (Grady)
- Donna Bruce (Gradyová)

## Zajímavosti
- Jde o jediný díl sérii, ve kterém nezazní úvodní téma Charlese Bernsteina.
- Též jde o jediný díl série, jehož hlavním hrdinou je chlapec.
- V tomtu snímku se Freddy snaží dostat do reality skrz člověka. V žádném jiném díu se o to již nepokouší.
- Noční můra v Elm Street 2: Freddyho pomsta byla vyhlášena jako nejhomosexuálnější horor všech dob.

## Další filmy v sérii
Na tento druhý film v letech 1987, 1988, 1989, 1991 a 1994 navázaly filmy označené Noční můra v Elm Street 3, 4, 5, Freddyho smrt – Poslední noční můra a Nová noční můra. Ve všech si Freddyho zahrál Robert Englund.